# Hugo Napoleão
Hugo Napoleão este un oraș în Piauí (PI), Brazilia.